# Jacob Holm
Jacob Tandrup Holm, más conocido como Jacob Holm, (Esbjerg, 5 de septiembre de 1995) es un jugador de balonmano danés que juega de central en el Paris Saint-Germain de la Liqui Moly Starligue. Es internacional con la selección de balonmano de Dinamarca.
Su primer gran campeonato con la selección fue el Campeonato Europeo de Balonmano Masculino de 2020.

## Palmarés

### Selección nacional
| Juegos Olímpicos   | Juegos Olímpicos     | Juegos Olímpicos  | Juegos Olímpicos |
| Año                | Lugar                | Medalla           |                  |
| ------------------ | -------------------- | ----------------- | ---------------- |
| 2020               | Tokio                | Medalla de plata  |                  |
| Campeonato Mundial |                      |                   |                  |
| Año                | Lugar                | Medalla           |                  |
| 2021               | Egipto               | Medalla de oro    |                  |
| 2023               | Polonia y Suecia     | Medalla de oro    |                  |
| Campeonato Europeo |                      |                   |                  |
| Año                | Lugar                | Medalla           |                  |
| 2022               | Hungría y Eslovaquia | Medalla de bronce |                  |

### Füchse Berlin
- Liga Europea de la EHF (1): 2023

### Paris Saint-Germain
- Supercopa de Francia (1): 2023
- Liga de Francia de balonmano (1): 2024

## Clubes
| Club                | País      | Año         |
| ------------------- | --------- | ----------- |
| Ribe-Esbjerg HH     | Dinamarca | 2013 - 2018 |
| Füchse Berlin       | Alemania  | 2018 - 2023 |
| Paris Saint-Germain | Francia   | 2023 - Act. |